# Colonizarea satelitului Europa

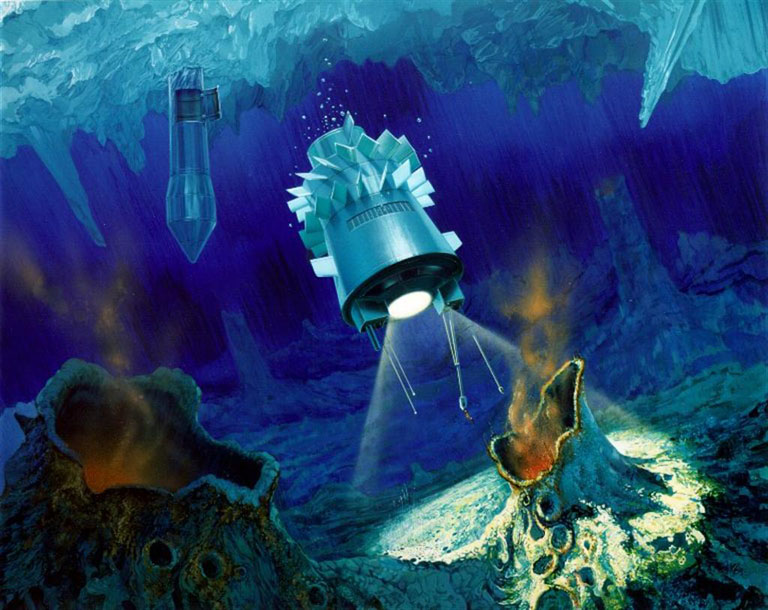
Un cryobot în oceanul ipotetic al Europei

Colonizarea Europei (al patrulea satelit ca mărime al lui Jupiter) este un subiect atât al science fiction-ului, cât și al speculațiilor științifice cu privire la o viitoare colonizare umană. Caracteristicile geofizice ale Europei, inclusiv un posibil ocean de apă subglaciară, include posibilitatea ca viața umană să fie susținută pe ea.

## Avantaje – dezavantaje

### +
Se presupune că Europa ar avea un ocean de apă lichidă sub stratul exterior de gheață. Accesul la acest ocean constituie o dificultate majoră, însă abundența apei pe Europa este un motiv incontestabil pentru colonizarea acesteia. Pe lângă faptul că poate asigura nevoile în apă ale coloniștilor, de asemenea, straturile satelitului pot fi defalcate pentru a oferi oxigen respirabil. Oxigenul, se crede că este acumulat de radioliza de pe gheața de la suprafață, care ar avea o convecție cu oceanul subteran și se poate dovedi suficientă pentru o viață marină, în cazul în care la fel folosește acest gaz.

### –
- Colonizarea Europei este asociată cu o serie de probleme. Una dintre ele este nivelul înalt al radiațiilor de pe suprafața satelitului. Radiația de fond ridicată la suprafață, se datorează intensității radiației produse de centurile radiative ale lui Jupiter. Pentru comparație, puterea de radiații din jurul centurii de radiații Van Allen a Pământului este de 10 ori mai mică. Având în vedere că intensitatea radiației ionizante pe suprafața Europei este de 540 rem/zi (doza letală pentru om este de 500 rem[2]), prezența pe suprafața satelitului, fără protecție semnificativă nu este posibilă. Coloniști viitori ar trebuie să se eschiveze sub suprafața lunii, din cauza efectelor magnetosferei lui Jupiter. Acești coloniști ar fi protejați în acest caz de coaja de gheață care acoperă întreaga suprafață a Europei.
- O altă problemă este temperatura de la suprafața Europei, de obicei, care se menține la o valoare de -170 °C. Posibilii coloniștii vor trebui să se ascundă de radiațiile fatale ale lui Jupiter, sub stratul de gheață a satelitului, astfel problema temperaturii extreme ar fi substanțial redusă.
- Colonizarea poate fi complicată și mai mult de gravitatea scăzută de la suprafața corpului ceresc. Efectele gravității reduse asupra sănătății umane nu sunt încă pe deplin înțelese, însă se știe că un sejur relativ lung în stare de imponderabilitate sau aproape de aceasta conduce la atrofia mușchilor, țesutului osos și tulburări ale sistemului imunitar[3].
- De asemenea, sa sugerat că, în oceanul subteran al Europei pot fi prezente forme de viață extraterestre[4]. Dacă această ipoteză se va confirma, atunci coloniștii se vor confrunta cu microorganisme potențial periculoase sau forme agresive de viață extraterestră. Studiile recente au arătat că efectul radiației solare asupra suprafaței Europei poate degaja oxigen, care, sub influența creșterii apelor de adâncime, poate să pătrundă în oceanul subteran. În acest caz, conținutul de oxigen în oceanul Europei poate fi egal cu sau mai mare decât al oceanelor terestre, care este de natură să creeze condiții suficiente pentru existența unei forme complexe de viață[5].
- O problemă potențială este și natura mobilă a suprafeței corpului. Aceste investigații indică prezența unei activități geologice pe satelit. Coaja exterioară și plăcile tectonice ale Europei sunt foarte asemănătoare cu ale Pământului[6].